# Circonscription d'Alem Ketema
La circonscription d'Alem Ketema est une des 135 circonscriptions législatives de l'État fédéré Amhara, elle se situe dans la Zone Nord Shoa. Son représentant actuel est Ababi Demisie Sidelel.